# Vinmajna
Vinmajna (Acridotheres leucocephalus) är en nyligen urskild fågelart i familjen starar inom ordningen tättingar. Tidigare behandlades den som underart till Acridotheres burmannicus.

## Utseende och läte
Vinmajnan är en medelstor stare. Den har en tunn och svart "banditmark", matt skärgrått bröst, ljust öga och enfärgat gul näbb. Vidare är den beigeaktig på övergump och stjärtspets. Vita vingfläckar är tydligast i flykten. Arten liknar gråhuvad stare, men denna saknar ögonmasken och har mörk övergump. Bland lätena hörs ljudliga raspiga ljud och tjatter under födosök.

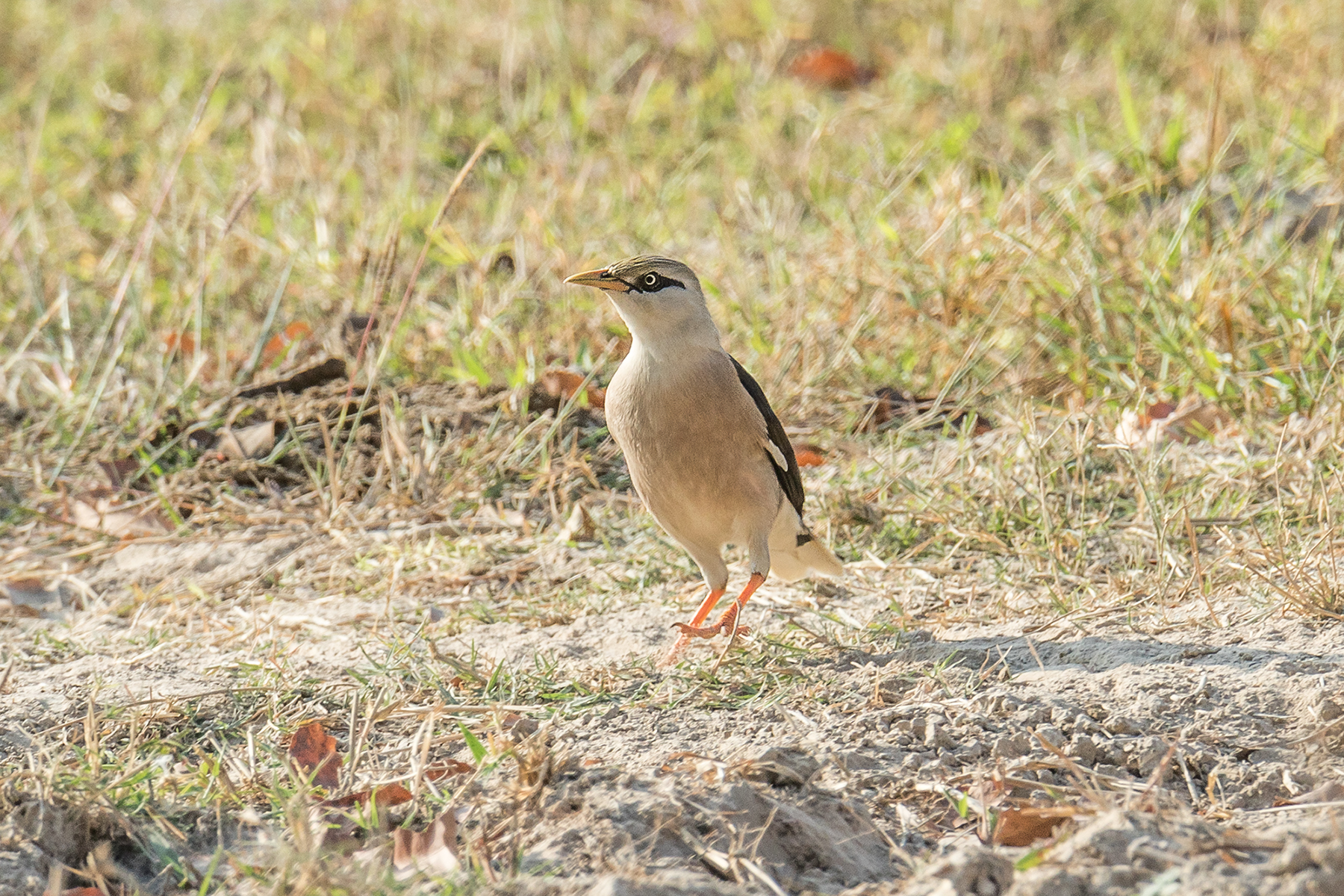

Jämfört med närbesläktade burmamajnan är mörkare grå ovan, med grårosa snarare än mellangrått på nacken och övre delen av manteln, mer beigefärgad stjärtspets, gul näbb med röd näbbrot (burmamajnan har orange näbb med svart näbbrot) samt mer rosa under snarare än grå.

## Utbredning och systematik
Fågeln förekommer från södra Thailand till Kambodja och södra Indokina. Den kategoriserades tidigare som underart till Acridotheres burmannicus men urskildes 2016 som egen art av BirdLife International, 2022 av tongivande eBird/Clements och 2023 av IOC. Arten är införd i Israel och Taiwan där den etablerat frilevande populationer. 

### Släktestillhörighet
Tidigare placerades den i släktet Sturnus, men flera genetiska studier visar att släktet är starkt parafyletiskt, där de flesta arterna är närmare släkt med majnorna i Acridotheres än med den europeiska staren (Sturnus vulgaris).

## Levnadssätt
Vinmajnan hittas i skogsbryn, jordbruksfält och i öppna bus- eller gräsrika områden. Liksom många andra starar påträffas den vanligen i par eller i flockar. 

## Status och hot
Arten har ett stort utbredningsområde och tros öka i antal. Internationella naturvårdsunionen IUCN listar den därför som livskraftig (LC).